# イトー・ターリ
イトー・ターリ（1951年 - 2021年9月22日）は、日本のパフォーマンス・アーティスト。

## 生涯
1951年生まれ。東京出身、東京在住。
1970年前後の学生運動に参加し、その後1973年から身体表現、「身体が介入するアート」に関心を持ち、パントマイムを学ぶ。1982年から1986年にオランダでパフォーマンスを学んだ。その期間から、フェミニズムやセクシャル・マイノリティの人権について考えはじめ、1996年にはパフォーマンス《自画像》でレズビアンとカムアウトし、公演を続けている。ウィメンズ・アート・ネットワーク（WAN）の設立者であり、2000年にはWAN代表として「越境する女たち21」展を実施した。2003年には早稲田にパフスペースを創設し、フェミニズムやセクシュアル・マイノリティに関するイベント会場として多くの人に利用された。2021年9月22日、筋萎縮性側索硬化症（ALS）により死去。70歳没。

## 代表作
- 《あなたを忘れない》2006年初演。沖縄公演　佐喜眞美術館、2007年。

元日本軍従軍慰安婦の金順徳へのオマージュ作品。
沖縄公演では佐喜眞美術館収蔵作品、丸木位里、俊夫妻《沖縄戦の図》の前でパフォーマンス。韓国やポーランド、フィリピンでも上演された。
- 《ひとつの応答ーペ・ポンギさんと数えきれない女たち》（2010年）

《あなたを忘れない》の2006年の沖縄公演を機に、沖縄に取り残された元慰安婦ペ・ポンギの生涯を調べ、沖縄の基地を含め、戦時から現在に至る軍事化の性犯罪と結びつけたパフォーマンスを実施。東京や沖縄で公演。
- 《放射のうに色がついてないからいいのかもしれない…と深い溜息…をつく》（2011年）

東日本大震災と福島原発事故による放射能汚染に刺激を受け、新たなパフォーマンスを発表。半透明のゴムのスーツを着用し、赤く発光するLEDのテープや、光る目玉を身に着け、目に見えない放射能の恐怖を視覚化した。また、1990年代のパフォーマンスで用いた、ゴムの膜を床や壁に塗りつけ、それを引っ張るという手法も再度用いた。壁には沖縄の嘉手納基地の映像も投影し、戦後の日米関係を批評した。

## 初期作品
- 《表皮の記憶》（1989年5月）東京　高田馬場、プロトシアターProto Theater

ゴムの服を身に付け、48平方メートルの床全面にゴムを塗り、皮膜を作り、それを引っ張るパフォーマンスを行った。
- 《表皮の宇宙》（1989年5月）

ゴムの皮膜を用いたパフォーマンス。
- 《Face》（1992年9月）カナダ、1400デュポン ストリート

工場だった古い木造の建物の中でパフォーマンスを行った。ゴムを用い、ターリの身体のフロッタージュや、展示空間のフロッタージュを用いインスタレーションを行った。
- 《ディスタント スキンシップ》（1995年5月）

ウィメンズアートネットワークWomen’s Art Net Work（WAN）の企画。イトー・ターリ、小林テレサ、カナダからきたショウナ・デンプシーとローリー・ミランという4人の女性アーティストのパフォーマンス。「女性によるアート」と銘打つ活動となった。
- 《自画像　Self Portrait》（1996年1月）

このパフォーマンスでレズビアンであると、セクシャリティのカミングアウトをした。
同パフォーマンスを、2月に「女性センター・らぷらす」で会場から「レズビアンという言葉を使うな」と言われたが、結果的には「女を愛する女です」と言った。